# Te sigo amando
Te sigo amando  es una telenovela mexicana producción de Carla Estrada para Televisa en 1996. Contó con un argumento original de Delia Fiallo y adaptación libre de René Muñoz.
Protagonizada por Claudia Ramírez y Luis José Santander, junto con Sergio Goyri, Olivia Collins, Harry Geithner, María Rojo y la primera actriz Carmen Montejo en los roles antagónicos, además cuenta con las participaciones estelares de Juan Manuel Bernal, Osvaldo Benavides, Yadhira Carrillo y de los primeros actores Katy Jurado, Magda Guzmán y Guillermo Murray.

## Argumento
Yulissa Torres-Quintero es una hermosa joven de clase social alta que ha quedado huérfana muy pequeña; por eso, su hermano Alberto y ella fueron criados por su cruel abuela, Doña Paula Garza vda. de Torres-Quintero, quien finge estar enferma para manipular a sus nietos. Después de varios años, Paula queda en la ruina y sin un centavo, así que decide hipotecar todos sus bienes al terrateniente Ignacio Aguirre, dueño de la hacienda Arroyo Negro, como último recurso para sobrevivir y evitar la pobreza. 
Ignacio Aguirre es un hombre despiadado y violento, odiado por todos lo que le rodean, incluida su hermana Leticia. Cuando conoce a Yulissa, Ignacio se encapricha de ella y la quiere sólo para él. Paula, desesperada por conseguir dinero, idea un plan, que consiste casar a su nieta con Ignacio, aunque esta se niega rotundamente al descubrir la clase de hombre que es. 
Poco después, Ignacio sufre un accidente al caer de un caballo, lo que lo deja gravemente lesionado de la columna. Además, cuando Alberto (que es médico) intenta curarlo, la operación sale mal e Ignacio termina paralítico. Ignacio enfurece y decide usar eso a su favor: con el consentimiento de Paula, Yulissa se casará con él a cambio de que Ignacio condone la deuda y no denuncie o haga daño a Alberto. Para salvar a su familia, Yulissa acepta tal compromiso.
Lejos de allí está Luis Ángel Zaldívar, un joven cirujano especializado en ortopedia que se dedica a su profesión con total entrega. Su descubrimiento de una brillante técnica quirúrgica para rehabilitar a minusválidos le ha ganado a Luis Ángel un gran reconocimiento en la comunidad médica, pues se dedica a curar personas minusválidas que no tienen recursos para pagar un tratamiento.
Yulissa, atormentada por el infierno que vive en su matrimonio, se arma de valor y escapa a Puerto Escondido, el pequeño pueblo en que Luis Ángel realiza sus consultas; del trato cotidiano de estos dos jóvenes nace un amor sincero y apasionado. Sin embargo, ante el chantaje y las amenazas de Ignacio, Yulissa se ve obligada a regresar a su lado y sacrificar su amor por Luis Ángel. Posteriormente, Ignacio se entera a través de un artículo de un diario de la existencia de un médico (el propio Luis Ángel) que podría curarlo. Con la esperanza de poder volver a caminar, Ignacio pide a Leticia que lo traiga cuanto antes a Arroyo Negro. Cuando Leticia conoce a Luis Ángel, se enamora perdidamente de él.
Al encontrarse nuevamente Yulissa y Luis Ángel, resurge el amor entre ellos, pero también nace el odio en Leticia, quien se aferra a su desmesurado amor por el doctor. Un torbellino de rencores e intrigas sacudirá las vidas de los jóvenes amantes y logrará separarlos aun cuando Yulissa está embarazada. 
Al enterarse de que el hijo que espera Yulissa es de Luis Ángel, Ignacio pierde la razón y traza un siniestro plan con la ayuda de Leticia para hacer desaparecer al bebé. Luis Ángel también es víctima de las intrigas de Leticia, con la que termina casándose. Desesperada por la pérdida de su hijo y el rechazo de Luis Ángel, Yulissa decide abandonar definitivamente a Ignacio, pero él continúa acosándola. 

## Elenco
- Claudia Ramírez - Yulissa Torres-Quintero Hinojosa vda. de Aguirre
- Luis José Santander - Luis Ángel Zaldívar
- Sergio Goyri - Ignacio Aguirre
- Olivia Collins - Letícia Aguirre/Beatriz
- Katy Jurado - Justina
- Carmen Montejo - Paula Garza Vda. de Torres-Quintero
- Juan Manuel Bernal - Alberto Torres-Quintero Hinojosa
- María Rojo - Felipa
- Harry Geithner - Lencho
- Magda Guzmán - Ofelia
- Rene Muñoz - Padre Murillo
- Yadhira Carrillo - Teresa
- Osvaldo Benavides - Lazarito
- Lorena Enríquez - Consuelo
- Alejandra Procuna - Elisa
- Andres Gutierrez - Danilo
- Kuno Becker - Humberto
- Marga López - Sor Montserrat
- María Clara Zurita - Marina Hinojosa
- Teo Tapia - Dr. Zavala
- Nerina Ferrer - Martina
- Alejandro Rábago - Fidencio
- Maty Huitrón - Luz Maria
- Tito Reséndiz - Octavio
- Consuelo Duval - Natalia
- Guillermo Murray - Arturo Aguirre
- Aurora Clavel - Tránsito
- Ariel López Padilla - Júlio
- Arturo Lorca - Chucho
- Felicia Mercado - Dra. Carmen
- Chela Castro - Beatriz
- Katie Barberi - Andrea

## Equipo de producción
- Historia original: Delia Fiallo
- Versión libre para TV: René Muñoz
- Edición literaria: Ricardo Fiallega
- Escenografía: Ricardo Navarrete
- Diseño de vestuario: Dulce María Penetre, Rossana Martínez
- Diseño de imagen: Mike Salas
- Ambientación: Eneida Rojas
- Tema de entrada: Te sigo amando
- Autor e intérprete: Juan Gabriel
- Arreglo y dirección musical: Eduardo Magallanes
- Musicalización: Jesús Blanco
- Edición: Antonio Trejo, Juan José Franco, Luis Horacio Valdés
- Jefe de producción: Guillermo Gutiérrez
- Gerente de producción: Diana Aranda
- Productor asociado: Arturo Lorca
- Director de cámaras en locación: Jesús Acuña Lee
- Directora de escena en locación: Mónica Miguel
- Director de cámaras: Alejandro Frutos
- Directora de escena: Miguel Córcega
- Productora: Carla Estrada

## Premios y nominaciones

### Premios TVyNovelas 1998
| Categoría                 | Nominado(a)                  | Resultado |
| ------------------------- | ---------------------------- | --------- |
| Mejor telenovela          | Carla Estrada                | Nominada  |
| Mejor actriz protagónica  | Claudia Ramírez              | Nominada  |
| Mejor actor protagónico   | Sergio Goyri                 | Ganador   |
| Mejor primera actriz      | Carmen Montejo               | Nominada  |
| Mejor primera actriz      | Katy Jurado                  | Ganadora  |
| Mejor actor de reparto    | Juan Manuel Bernal           | Nominado  |
| Mejor actor joven         | Osvaldo Benavides            | Ganador   |
| Mejor historia            | René Muñoz                   | Nominado  |
| Mejor dirección de escena | Miguel Córcega Mónica Miguel | Ganadores |

### Premios El Heraldo de México1998
| Categoría                | Nominado(a)   | Resultado |
| ------------------------ | ------------- | --------- |
| Mejor telenovela del año | Carla Estrada | Nominada  |

### Premios ACE 1998
| Categoría                   | Nominado(a)                  | Resultado |
| --------------------------- | ---------------------------- | --------- |
| Mejor programa escénico     | Carla Estrada                | Ganadora  |
| Mejor actor                 | Sergio Goyri                 | Ganador   |
| Mejor coactuación masculina | Harry Geithner               | Ganador   |
| Mejor dirección             | Miguel Córcega Mónica Miguel | Ganadores |

## Otras versiones
Te sigo amando está basada en la radionovela La mujer que no podía amar, original de Delia Fiallo. Otras versiones son:
- Monte Calvario, adaptada por Carlos Romero, producida por Valentín Pimstein para Televisa en 1986, protagonizada por Edith González y Arturo Peniche, y antagonizada por Úrsula Prats y José Alonso.
- La que no podía amar, adaptada por Ximena Suárez, producida por José Alberto Castro para Televisa en 2011, protagonizada por Ana Brenda Contreras, Jorge Salinas y José Ron, y antagonizada por Susana González y Julián Gil. Sin embargo en esta adaptación la contraparte de Ignacio Aguirre en la versión del 2011, Rogelio Montero (Jorge Salinas) es protagonista y antihéroe en vez de antagonista.
- Amanecer, adaptada por Pablo Ferrer García-Travesí y Santiago Pineda Aliseda, producida por Juan Osorio Ortiz para Televisa en 2025, protagonizada por Fernando Colunga y Livia Brito, y antagonizada por Daniel Elbittar, Ana Belena, Ernesto Laguardia, Catherine Siachoque y Blanca Guerra. Sin embargo en esta adaptación la contraparte de Ignacio Aguirre en la versión del 1996 y Rogelio Montero en la versión del 2011, Leonel Carranza (Fernando Colunga) es protagonista y antihéroe en vez de antagonista.